# After Life (Buffy the Vampire Slayer)
After Life es el tercer episodio de la sexta temporada de la serie de televisión Buffy the Vampire Slayer.
En este episodio se trata un tema que se trata también en la serie Ángel; se trata del término Thaumogenesis. Este fenómeno también fue visto en Ha nacido una estrella, episodio de la cuarta temporada.

## Argumento
Dawn (Michelle Trachtenberg) lleva a Buffy (Sarah Michelle Gellar) a su casa y ,en la habitación de Willow y Tara, la ayuda a limpiarse y cambiarse de ropa. Cuando bajan las escaleras aparece Spike (James Marsters), que al principio cree que es el robot pero luego advierte que es la auténtica Buffy, notando las heridas en sus manos. Mientras espera a que Dawn traiga las cosas para curar a Buffy, le cuenta que han pasado 147 días desde que murió. Entonces llegan los demás y explican lo del hechizo, Willow satisfecha de su logro, le asegura a Buffy que no debe preocuparse, ya que la ha rescatado del lugar donde estaba y que ahora está de vuelta.
Spike se marcha y minutos después Xander (Nicholas Brendon) y Anya (Emma Caulfield) salen y se encuentran con él, quien les reprocha que no le dijeran nada. Mientras se va, le grita al chico que la magia siempre tiene consecuencias y que Willow lo sabía. En su habitación Buffy, mirando fotos, ve cómo las caras se transforman en calaveras, pero vuelven a la normalidad luego de cerrar los ojos. Esa noche, en la habitación que comparten las brujas, Buffy aparece y les dice que son malas, que no saben lo que hicieron y les arroja un adorno, pero cuando Willow (Alyson Hannigan) enciende la luz Buffy no está. Van a su habitación y la encuentran durmiendo tranquilamente. Al regresar a su cuarto las brujas ven temblar los cuadros. Willow llama a Xander para avisarle de lo ocurrido.
En la casa de Xander, Anya se corta la cara con un cuchillo, Xander grita y ella se desmaya. A la mañana siguiente los cuatro se reúnen en el jardín de casa de las Summers para hablar. Cuando llega Buffy les cuenta lo de las fotos, por lo que deciden ir a la tienda para investigar qué está pasando. Cuando Buffy se marcha a patrullar algo posee a Dawn, quien les grita que todos son estúpidos y después se desmaya.
Buffy ha ido a la cripta de Spike y se queda con él. Mientras, Willow averigua que lo que está pasando es consecuencia del hechizo de resurrección y que es el precio que hay que pagar por haber traído a Buffy de regreso. Este demonio no tiene forma y sólo es temporal. La única forma que tiene de quedarse es matar a Buffy. El demonio, que estaba en el cuerpo de Xander, averigua así cómo puede quedarse y se dirige entonces a buscar a Buffy. En su casa, Buffy lucha con el demonio pero no puede hacer nada contra él porque no es sólido. Tara (Amber Benson) y Willow están haciendo un hechizo para dar al demonio forma sólida y que así Buffy pueda luchar contra él. Lo consiguen y Buffy le derrota.
A la mañana siguiente, Dawn se va al colegio y Buffy la abraza cuando le da el almuerzo. Luego la Cazadora va a la tienda y agradece a sus amigos que la hayan traído de vuelta. Pero más tarde habla con Spike, oculto en las sombras de un edificio, y le confiesa que donde quiera que haya ido al morir era feliz, estaba en paz y había llegado allí como premio por sus actos en vida y que sus amigos la han sacado de ahí y debía lidiar nuevamente con el dolor del mundo humano. También le advierte que no diga nada.

## Reparto

### Personajes principales
- Sarah Michelle Gellar como Buffy Summers.
- Nicholas Brendon como Xander Harris.
- Alyson Hannigan como Willow Rosenberg.
- Emma Caulfield como Anya Jenkins.
- Michelle Trachtenberg como Dawn Summers.
- James Marsters como Spike.

### Invitados especiales
- Amber Benson como Tara Maclay.

### Personajes secundarios
- Lisa Hoyle como Demonio.

## Producción